# Étalleville
Étalleville ist eine französische Gemeinde mit 428 Einwohnern (Stand: 1. Januar 2022) im Département Seine-Maritime in der Region Normandie. Die Gemeinde gehört zum Arrondissement Rouen und zum Kanton Yvetot. Die Einwohner werden Étallevillais und Étallevillaises genannt.

## Geografie
Étalleville liegt im Zentrum des Départements, etwa 38 Kilometer nordnordwestlich von Rouen im Pays de Caux. Umgeben wird Étalleville von den Nachbargemeinden Bénesville im Norden, Prétot-Vicquemare im Osten, Berville-en-Caux im Süden und Südosten sowie Doudeville im Westen.

## Bevölkerungsentwicklung
| Jahr                       | 1962 | 1968 | 1975 | 1982 | 1990 | 1999 | 2006 | 2013 | 2020 |
| Einwohner                  | 233  | 184  | 234  | 383  | 371  | 364  | 404  | 450  | 434  |
| Quellen: Cassini und INSEE |      |      |      |      |      |      |      |      |      |

## Sehenswürdigkeiten
- Die Pfarrkirche Saint-Gratien ist ein einschiffiger Neubau aus dem 18. Jahrhundert.
- Das Schloss stammt aus dem 18. Jahrhundert.
- Das Wohnhaus des Herrenhauses wurde im 16. und 17. Jahrhundert errichtet, seine Nebengebäude datieren aus dem 16. Jahrhundert. Das Anwense wurde 1791 umgebaut.

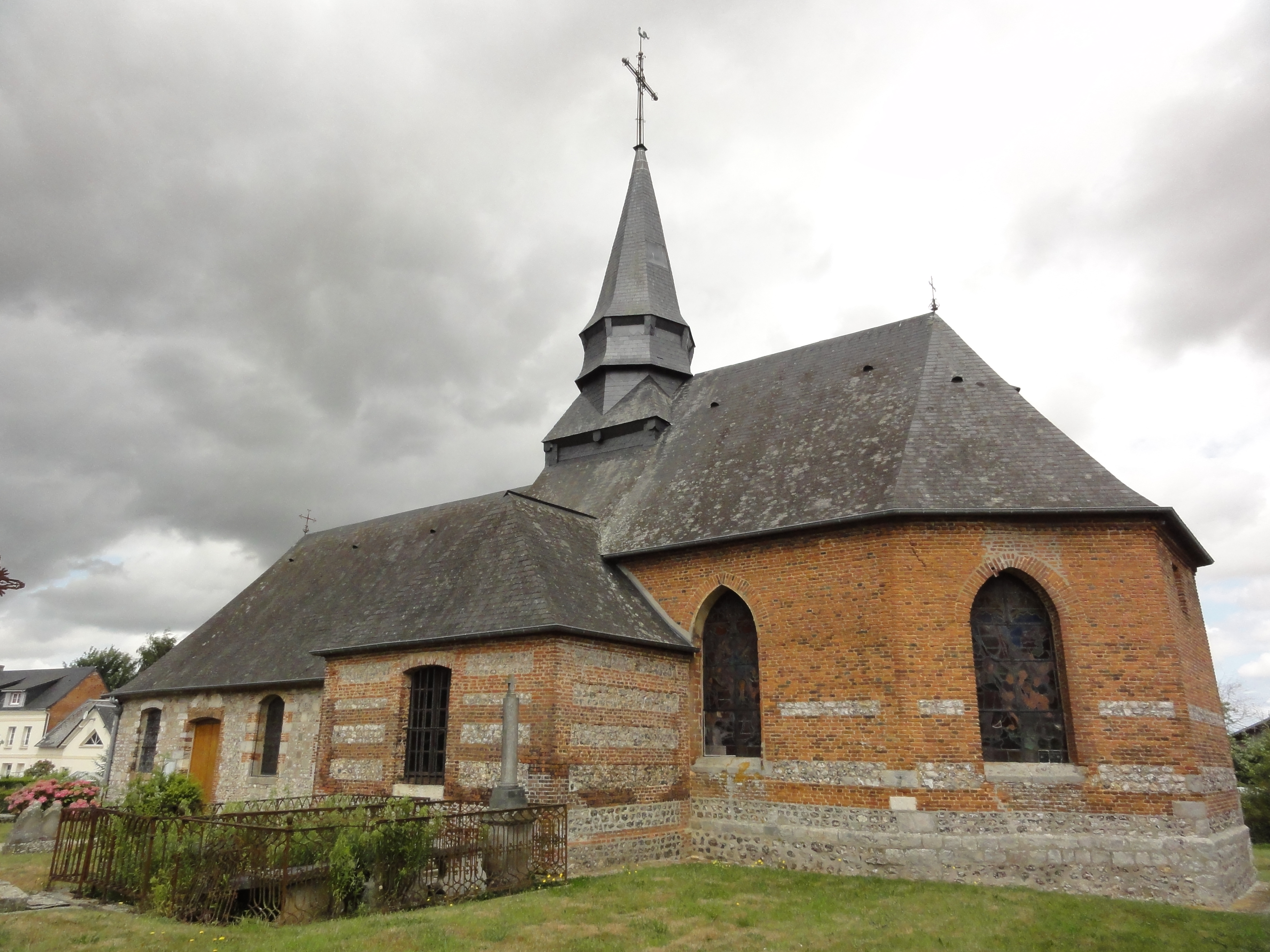
Pfarrkirche Saint-Gratien
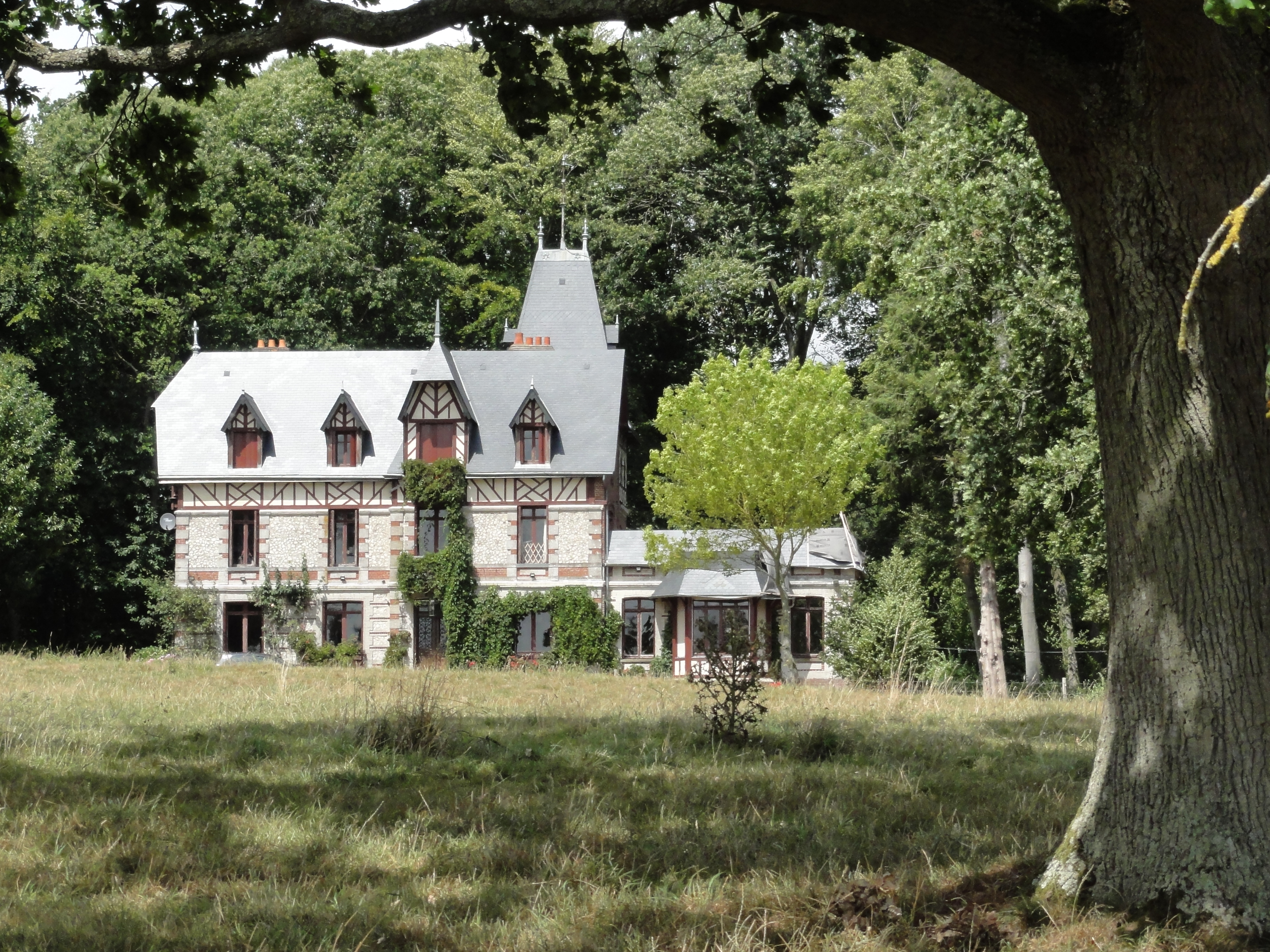
Schloss